# Ceratophygadeuon gracilicornis
Ceratophygadeuon gracilicornis là một loài tò vò trong họ Ichneumonidae.